# Johann Reinhold Forster
Johann Reinhold Forster (ur. 22 października 1729 w Tczewie, zm. 9 grudnia 1798 w Halle) – duchowny kalwiński i badacz historii naturalnej szkockiego pochodzenia. Zajmował się wczesną ornitologią w Europie i Ameryce Północnej. Wraz z synem Georgiem Forsterem brał udział w drugiej wyprawie Jamesa Cooka dookoła świata.
W nomenklaturze zoologicznej stosuje się skrót Forster przy oznaczeniu taksonu opisanego przez Johanna Reinholda Forstera, np. Antilope euchore Forster.
W nomenklaturze botanicznej stosuje się skrót J.R.Forst. przy oznaczeniu taksonu opisanego przez Johanna Reinholda Forstera.

## Biografia
Pochodził z rodziny szkockiej, która w 1643 roku z powodu prześladowań religijnych wyemigrowała i osiedliła się w Prusach Królewskich. Studiował teologię na niemieckim Uniwersytecie w Halle, po niej zaś pracował jako kalwiński pastor w Mokrym Dworze (niem. Nassenhuben) na Żuławach Gdańskich.
Na zaproszenie Katarzyny Wielkiej odbył wraz z synem podróż do Rosji, gdzie miał zbadać warunki życia niemieckich osadników na Powołżu. W 1766 roku przeniósł się do Anglii, gdzie najpierw przez trzy lata uczył w szkole w Warrington, a następnie do Londynu, by zostać badaczem historii naturalnej.
Dzięki opublikowanej w roku 1767 rozprawie o przyrodzie nadwołżańskiej został przyjęty do Royal Society. Kiedy Joseph Banks w ostatniej chwili zrezygnował z posady badacza podczas drugiej wyprawy Cooka, Forster wraz z synem zostali zaproszeni do zajęcia wolnego stanowiska. Podróż na HMS Resolution rozpoczęła się w lipcu 1772 i trwała do lipca 1775 roku, gdy powrócili do Anglii. Podczas postoju w Kapsztadzie Forster przyjął jako asystenta Andersa Sparrmana. Z podróży pozostały szczegółowe pamiętniki zarówno ojca, jak i syna, w których dokładnie ją opisali oraz zebrane liczne okazy zarówno fauny, jak i flory. Po powrocie Forster opublikował Obserwacje poczynione podczas podróży dookoła świata (1778). W listopadzie 1779 roku został mianowany profesorem historii naturalnej i mineralogii Uniwersytetu w Halle, gdzie pozostał aż do śmierci.